# Oedura elegans
Oedura elegans — вид ящірок з родини Diplodactylidae. Описаний у 2019 році разом з іншими двома новими видами Oedura lineata та Oedura picta.

## Поширення
Ендемік Австралії. Поширений на півночі штату Новий Південний Уельс та півдні Квінсленду.

## Опис
Яшірка завдовжки 7,7-8,9 см. Забарвлення сіро-бежеве. На спині вздовж хребта лежить ряд з парних білих плям у формі гантелі; кожна пляма оточена тонкою чорною окантовкою; плями не з'єднані між собою.